# Teoria del cigne negre

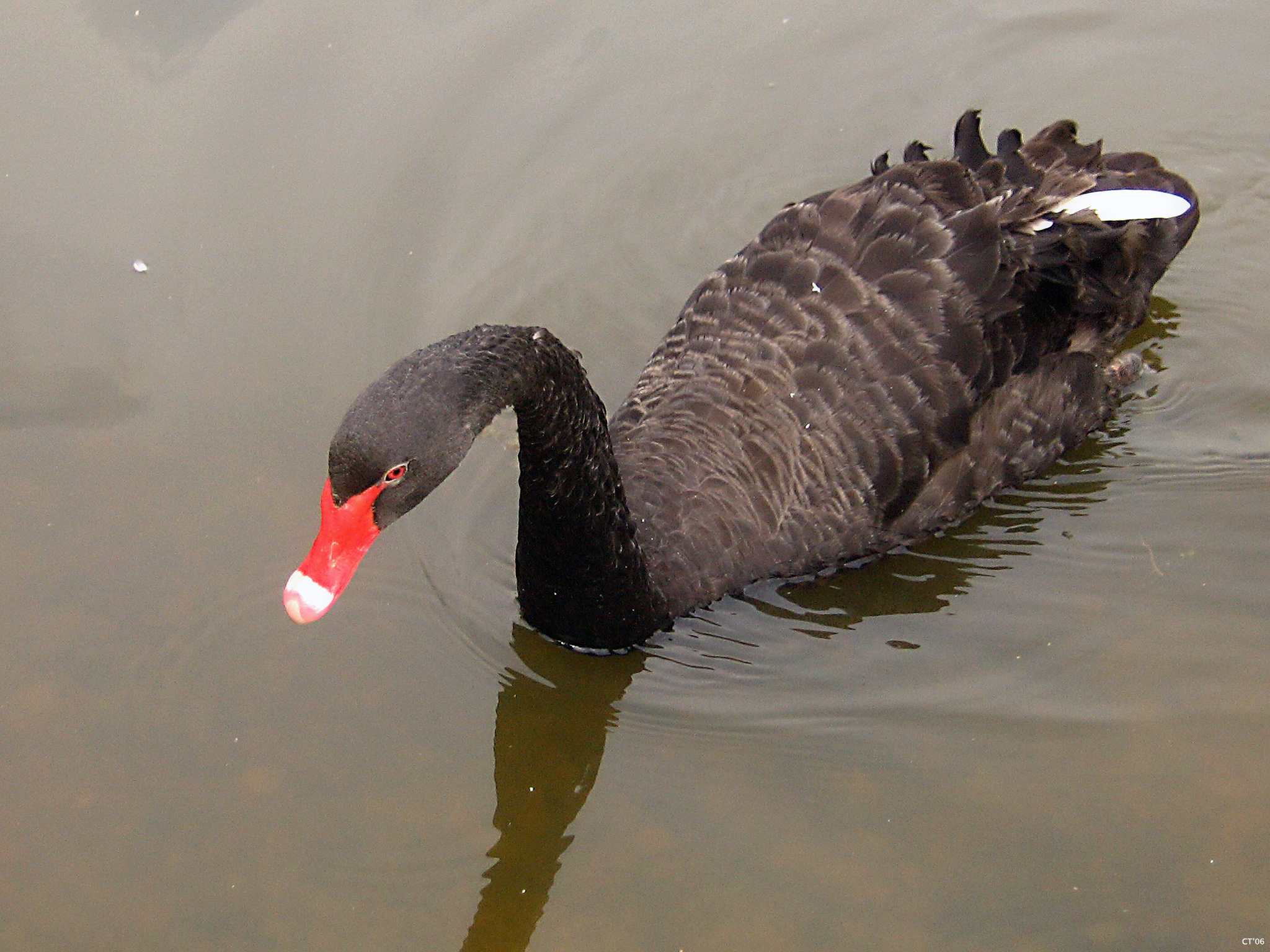
Un cigne de l'espècie Cygnus atratus, desconegut a Occident fins al segle.

La teoria del cigne negre o teoria dels successos del cigne negre és una metàfora que descriu un succés sorprenent (per a l'observador), de gran impacte socioeconòmic i que, un cop passat el fet, es racionalitza per retrospecció (fent que sembli predictible o explicable, i fent impressió que s'esperava que passés). Va ser desenvolupada pel filòsof i investigador libanès Nassim Taleb. Exemples de "cignes negres" són l'inici de la Primera Guerra Mundial, la grip de 1918 o els atemptats de l'11 de setembre de 2001.
Pel que fa a la pandèmia de coronavirus del 2020 alguns l'han anomenat un "cigne negre". Sobre això a principis del 2020 el mateix Nassim Taleb va indicar que ell no qualificaria la pandèmia com un "cigne negre". Però el gener del 2021 va aclarir que un fenomen d'aquest tipus té dues parts:
1. Un grup de persones que està assabentada que un determinat esdeveniment és possible, sent aleshores la situació coneguda i, per tant, un “cigne blanc”.
2. Però hi ha un segon grup que genuïnament no estan al corrent que aquest fenomen és possible, ni està preparat per a les seves conseqüències. Per això en aquest cas efectivament la situació és viscuda com un "cigne negre".

D'aquesta manera Nassim Taleb reconeix que la pandèmia sí que podria anomenar-se "cigne negre", almenys per a un grup de persones.
Altres analistes no qualifiquen la pandèmia per coronavirus com a "cigne negre" sinó com a "rinoceront gris" perquè era un esdeveniment predictible.

## El problema del cigne negre
El problema del cigne negre implica:
- El paper desproporcionat d'alt impacte, difícil de predir, i els esdeveniments estranys que estan fora de l'àmbit de les expectatives normals de la història, la ciència, les finances i la tecnologia.
- La no computabilitat de la probabilitat dels successos rars conseqüencials utilitzant mètodes científics (a causa de la naturalesa mateixa de les probabilitats petites).
- Els biaixos psicològics que fan les persones individualment i col·lectivament cegues a la incertesa i inconscients al rol massiu del succés estrany en els assumptes històrics.

A diferència del problema filosòfic anterior del cigne negre, la teoria del cigne negre es refereix només als successos inesperats de gran magnitud, conseqüència i el seu paper dominant a la història. Aquests fets, considerats atípics extrems, col·lectivament juguen rols molt més grans que els successos regulars.

## Antecedents
Els successos tipus cigne negre van ser descrits per Nassim Nicholas Taleb en el seu llibre de 2007 (revisat i completat el 2010) El cigne negre. Taleb es refereix a gairebé tots els grans descobriments científics, fets històrics i èxits artístics com cignes negres —sense direcció i inesperats. Assenyala com a exemples de successos cigne negre: Internet, l'ordinador personal, la Primera Guerra Mundial i els atemptats de l'11 de setembre de 2001.
El terme cigne negre va ser una expressió llatina, la referència coneguda més antiga del qual prové de la descripció d'alguna cosa que va fer el poeta Juvenal, que és: rara avis in terris nigroque simillima cygno (6.165), la traducció del qual en català significa "una au rara a la terra, i molt semblant a un cigne negre". Quan la frase va ser encunyada, es presumia que el cigne negre mai no va existir. La importància del símil rau en la seva analogia amb la fragilitat de qualsevol sistema de pensament.
La frase de Juvenal era una expressió comuna al Londres del segle xvi com a declaració d'impossibilitat. L'expressió de Londres deriva de la presumpció del Vell Món que tots els cignes han de ser blancs, perquè tots els registres històrics dels cignes van informar que tenien plomes blanques. En aquest context, un cigne negre era impossible o si més no inexistent. Després que una expedició holandesa, dirigida per l'explorador Willem de Vlamingh al riu Swan, el 1697, va descobrir cignes negres a Austràlia Occidental, el terme es va transformar per denotar que una impossibilitat percebuda podria ser refutada més tard. Taleb assenyala que al segle xix John Stuart Mill va utilitzar la fal·làcia lògica del cigne negre com un nou terme per identificar la falsificació.
En concret, afirma Taleb a The New York Times :
| « | El que aquí anomenem un cigne negre és un succés amb els tres atributs següents: En primer lloc, és un cas atípic, ja que es troba fora de l'àmbit de les expectatives regulars, perquè no hi ha res en el passat que pot apuntar de manera convincent a la possibilitat. En segon lloc, comporta un impacte extrem. En tercer lloc, malgrat la seva condició de raresa, la naturalesa humana ens fa inventar explicacions de la seva presència després dels fets, per la qual cosa és explicable i predictible. M'aturo i resumeixo el triplet: raresa, impacte extrem i retrospectiva (encara que no prospectiva). Una petita quantitat de cignes negres explica gairebé tot al nostre món, des de l'èxit de les idees i les religions, a la dinàmica dels esdeveniments històrics, fins als elements de la nostra vida personal. | » |

## La identificació d'un succés de cigne negre
Basat en els criteris de l'autor:
- El succés és una sorpresa (per a l'observador).
- El succés té un gran impacte.
- Després del primer registre, el succés es racionalitza en retrospectiva, com si pogués haver estat esperat (per exemple, les dades pertinents estaven disponibles, però no es van comptabilitzar).

## Fer front als esdeveniments cigne negre
La idea principal al llibre de Taleb no és tractar de predir successos cigne negre, sinó construir robustesa davant les actituds negatives que es produeixen i poder aprofitar-ne les positives. Taleb sosté que els bancs i empreses comercials són molt vulnerables a successos cigne negre perillosos i estan exposats a pèrdues superiors a les pronosticades pels models estadístics i matemàtics, que considera defectuosos.

## Enfocament epistemològic
El cigne negre de Taleb és diferent de les versions filosòfiques del problema, específicament en l'epistemologia, ja que es tracta d'un fenomen amb propietats específiques, empíriques i estadístiques que ell anomena el “quart quadrant”.
Taleb assenyala que altres distribucions no es poden utilitzar amb precisió, però sovint són més descriptives, com els fractals, les lleis de potències o la distribució escalable; i que el seu coneixement podria ajudar a moderar les expectatives.
Més enllà d'això, es posa èmfasi que molts esdeveniments simplement no tenen precedents, soscavant la base d'aquest tipus de raonament complet.
Taleb també advoca per l'ús del raonament contrafàctic en avaluar el risc.